# Kunzea baxteri
Espèce
Classification phylogénétique
Kunzea baxteri est une espèce de plantes à fleurs de la famille des Myrtaceae. C'est un arbuste endémique dans le sud-ouest de l'Australie-Occidentale, où il pousse sur des affleurements granitiques
Il atteint entre 1 et 4 mètres de hauteur. Il est l'une des deux espèces de Kunzea qui donne des fleurs rouges (l'autre étant Kunzea pulchella). Les fleurs apparaissent entre mars et juillet, dans son aire de répartition.
L'espèce a été décrite par Johann Friedrich Klotzsch sous le nom de Pentagonaster baxteri en 1836 dans Allgemeine Gartenzeitung.Le nom a été corrigé en Kunzea baxteri par Johannes Conrad Schauer en 1844.

## Galerie

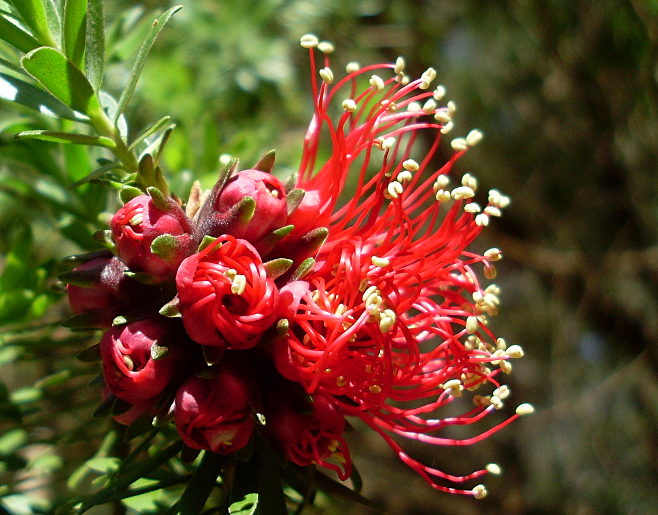